# مسابقات جهانی تنیس روی میز ۱۹۵۳
مسابقات جهانی تنیس روی میز ۱۹۵۳ (انگلیسی: 1953 World Table Tennis Championships) بیستمین دوره مسابقات جهانی تنیس روی میز است که در شهر بخارست، رومانی برگزار شده است.
این مسابقات از ۲۰ تا ۲۹ مارس ۱۹۵۳ در دو بخش تیمی و انفرادی انجام شده است.